# Codex Purpureus Rossanensis
- Papyrus
- Onciale
- Minuscules
- Lectionnaire

Le Codex Purpureus Rossanensis, ou L'Évangéliaire de Rossano, portant le numéro de référence  Σ ou 042 (Gregory-Aland), ε 73 (Soden), est un manuscrit enluminé sur parchemin pourpre en écriture grecque onciale en or et argent. Il est actuellement conservé au musée diocésain de Rossano en Calabre.

## Historique
Les paléographes datent unanimement ce manuscrit du VIe siècleet proviendrait selon toute vraisemblance d'Antioche en Syrie. Il fut trouvé à la sacristie de la cathédrale Santa Maria Achiropita en Rossano. Il est mentionné pour la première fois par un chanoine de la cathédrale en 1831, puis par le journaliste napolitain Cesare Malpica en 1845. Il est véritablement étudié pour la première fois par Oskar von Gebhardt et Adolf Harnack en 1879. 
Il est actuellement conservé au musée diocésain d'art sacré (Museo Diocesano) à Rossano.

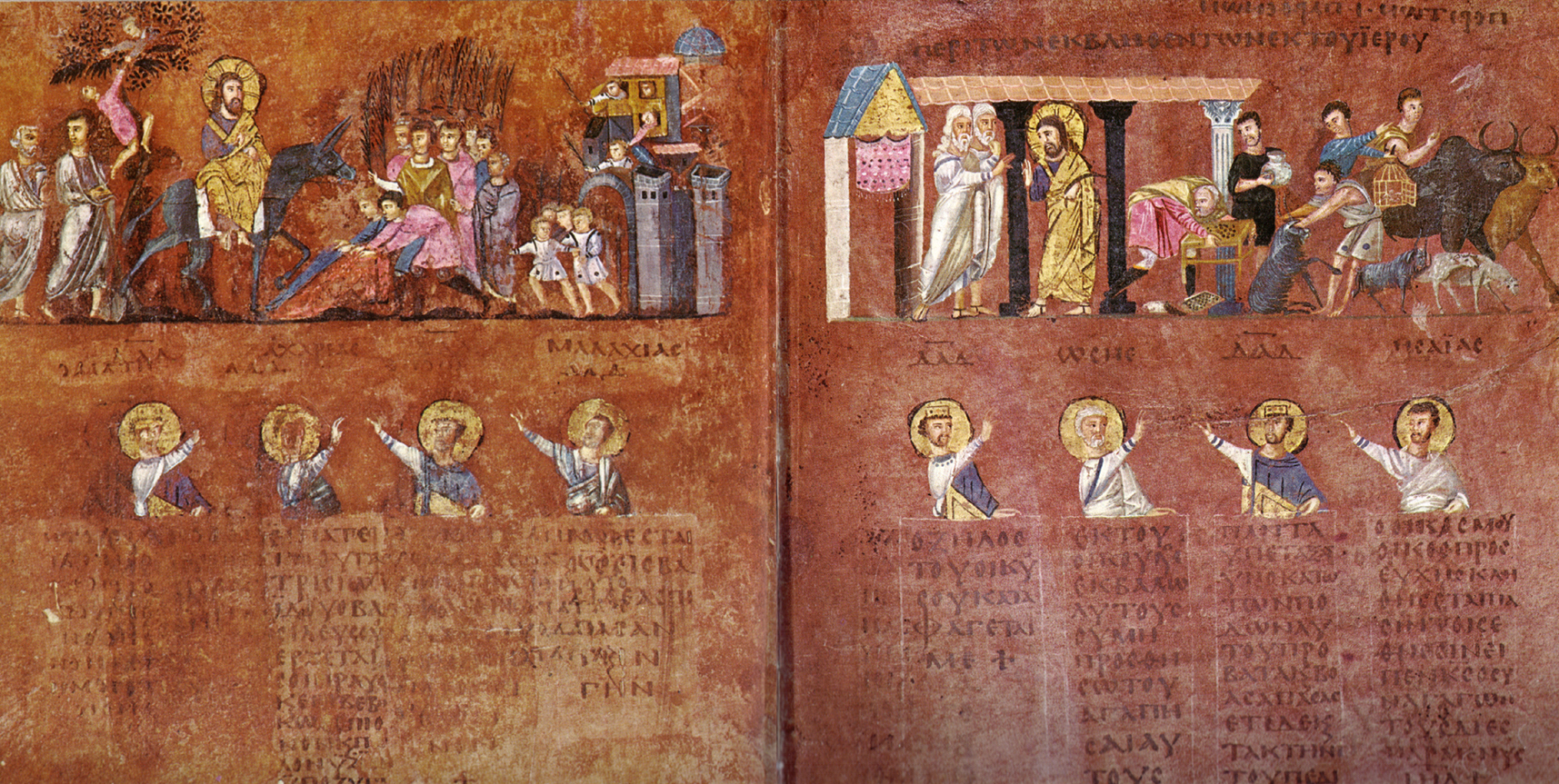
Bifolio du manuscrit : l'entrée à Jérusalem et la chasse des marchands du Temple.

L'Unesco l'a inscrit dans la liste des textes « Mémoire du monde ».
Sa dernière restauration qui a duré quatre ans s'est achevée en juin 2016.
L'histoire de ce Codex est lié à celui des "iconodules" de l'empire romain d'Orient qui ont sauvés nombres d’œuvres religieuses, en les rapportant, entre autres, en Europe et plus particulièrement en Italie, sous le règne de l'empereur byzantin et iconoclaste, Léon III l'Isaurien, au début du VIIIe siècle (ce mouvement iconoclaste ou "querelle des images" sera poursuivi par son fils, Constantin V, car à cette époque l'adoration (et le commerce) des images de saints, du Christ ou encore de la vierge Marie était apparenté à de la superstition et de l’idolâtrie hérétique.
Le Codex Purpureus (le rouge étant la couleur de l'empereur) serait arrivé a Rossano au XIe siècle.

## Description
Le codex se compose de 188 folios. Il est écrit en deux colonnes, à 20 lignes par colonne. Les dimensions du manuscrit sont 31 x 26 cm. Il est enluminé,. 
Il contient l'annonce Epistula Carpianum, les tables du κεφαλαια, τιτλοι (titres), les Sections d'Ammonian et les Canons de concordances.
C'est un manuscrit contenant du texte de l'Évangile selon Matthieu et de l'Évangile selon Marc avec une lacune dans celui de Marc 16,14-20,. Les textes de l'évangile selon saint Jean et saint Luc devaient également et probablement y figurer.
Le texte du codex représenté est de type byzantin. Kurt Aland le classe en Catégorie V.
Les scènes décrites par les enluminures (pigments à base de plomb rouge, or, argent, lapis lazuli...) sont "la résurrection de Lazare", "l'entrée de Jésus à Jérusalem", "le lavement des pieds", "Jésus chasse les marchands du temple", "la communion du pain et du vin", "Jésus dans le jardin de Gethsémani"(scène de nuit), "Jésus guérit l'aveugle", "le jugement de Ponce Pilate", "Judas rend l'argent au marchand du temple", ou encore "Matthieu écrit l'évangile, guidé par Sophie"...[réf. nécessaire]